# Carlos Alzate
Carlos Eduardo Alzate Escobar (* 23. März 1983 in Tuluá) ist ein kolumbianischer Bahn- und Straßenradrennfahrer.

## Sportliche Karriere
2002 gewann Carlos Alzate (gemeinsam mit Iván Casas, Juan Pablo Forero und Andrés Rodríguez) in der Mannschaftsverfolgung Gold bei den Zentralamerika- und Karibikspielen. Im Jahr darauf siegte das kolumbianische Quartett mit Alexander González, José Serpa und Forero beim Lauf des Bahnrad-Weltcups in Aguascalientes. 2004 gewann Alzate auf der Straße eine Etappe der Vuelta a Colombia. 2005 wiederum war er wieder auf der Bahn erfolgreich, als er mit Serpa, González und Carlos Quintero bei den Panamerikameisterschaften Bronze in der Mannschaftsverfolgung errang.
2006 entschied Alzate eine Etappe der Vuelta a El Salvador für sich sowie die Einerverfolgung bei den Zentralamerika- und Karibikspielen. 2007 wurde er zweifacher Panamerikameister in der Einer- sowie in der Mannschaftsverfolgung (mit Forero, Jairo Pérez und Arles Castro). 2008 startete er bei den Olympischen Spielen in Peking in der Mannschaftsverfolgung; der kolumbianische Vierer belegte Platz 16. Ab 2013 fuhr er für das US-amerikanische Team UnitedHealthcare Professional Cycling Team und gewann 2016 eine Etappe des Joe Martin Stage Race.

## Erfolge

### Straße
2004
- eine Etappe Vuelta a Colombia

2006
- eine Etappe Vuelta a El Salvador

2016
- eine Etappe Joe Martin Stage Race

### Bahn
2002
- Zentralamerika- und Karibikspiele – Mannschaftsverfolgung (mit Iván Casas, Juan Pablo Forero und Andrés Rodríguez)

2003
- Weltcup in Aguascalientes – Mannschaftsverfolgung (mit Alexander González, José Serpa und Juan Pablo Forero)

2005
- Panamerikameisterschaft – Mannschaftsverfolgung (mit José Serpa, Alexander González und Carlos Quintero)

2006
- Zentralamerika- und Karibikspiele – Einerverfolgung

2007
- Panamerikameister – Einerverfolgung, Mannschaftsverfolgung (mit Juan Pablo Forero, Jairo Pérez und Arles Castro)

## Teams
- 2007 Colombia es Pasión
- 2008 Toshiba-AEG
- 2010 Rock Racing
- 2011 Team Exergy
- 2012 Team Exergy
- 2013 UnitedHealthcare Pro Cycling Team
- 2014 UnitedHealthcare Professional Cycling Team
- 2015 UnitedHealthcare Professional Cycling Team
- 2016 UnitedHealthcare Professional Cycling Team
- 2017 UnitedHealthcare Professional Cycling Team
- 2018 UnitedHealthcare Professional Cycling Team